# Стрыйский парк
Стры́йский парк (укр. Стрийський парк) — один из старейших и красивейших парков Львова (Украина), памятник садово-паркового искусства национального значения.

## История
Стрыйский парк был спроектирован известным архитектором Арнольдом Рерингом в 1876—1877 годах частично на территории бывшего Стрыйского кладбища. В 1894 году в парке прошла Краевая выставка, были построены многочисленные выставочные павильоны, а к парку были проложены узкоколейные железнодорожные пути от станции Персенковка, а также линия электрического трамвая. В 1895 г. на нижней террасе, у озера был установлен памятник Яну Килинскому, одному из руководителей варшавского восстания 1794 г. (скульптор — Ю.Марковский). После установки памятника и до 1939 года парк называли именем Килинского. Однако новое название в народе не прижилось, львовяне продолжили называть его Стрыйским. С 1922 года до начала Второй мировой войны в парке работала выставка-ярмарка «Восточные торги». В 1930-х годах здесь построили радиопередающую вышку.

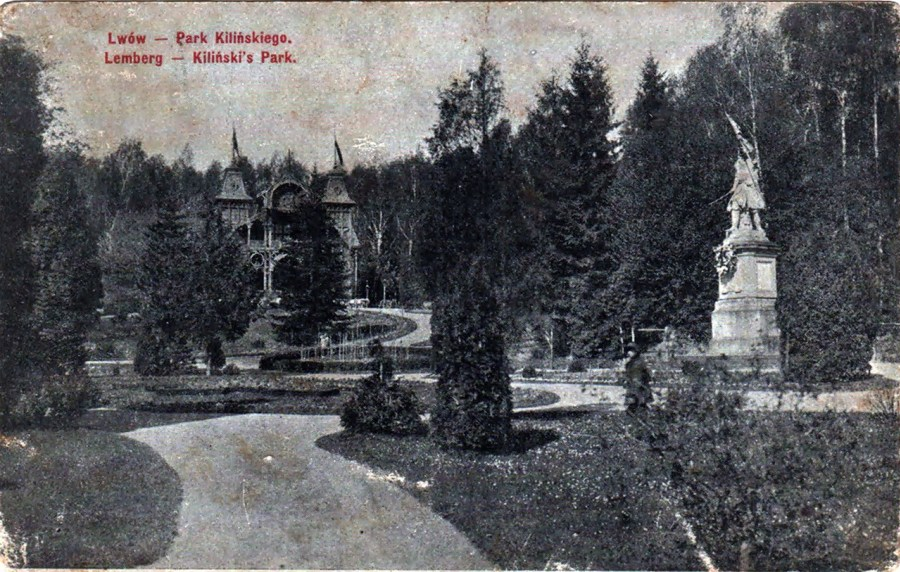
Стрыйский парк, 1910 год

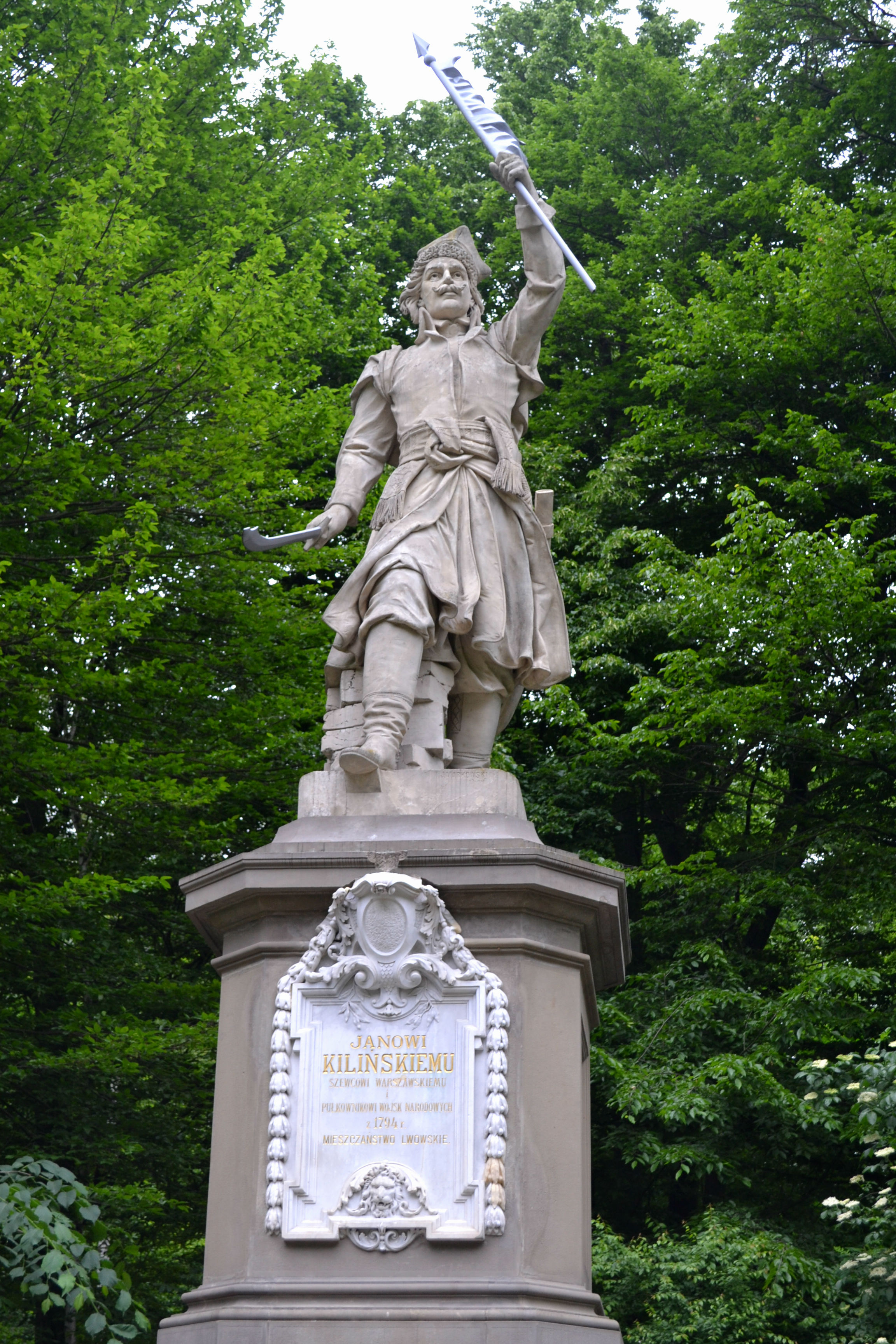
Памятник Яну Килинскому

В 1939—1941 годах верхнюю часть парка (территорию бывших «Восточных торгов») занимали военные. В послевоенные годы, до 1956 года, в помещениях бывших павильонов «Восточных торгов» находились военные склады, их обслуживала узкоколейка. В 1951 году узкоколейные пути частично разобрали, частично использовали для основания Львовской детской железной дороги.
В советский период территорию парка увеличили за счёт пустырей и неиспользуемых участков, установили чугунную ограду, посадили новые породы деревьев и кустарников. В 1952 году главный вход в парк оформили лёгкой аркой коринфского ордера по проекту архитектора Г. Швецкого-Винецкого. К 700-летию Львова, в 1956 в году, военные ликвидировали своё хозяйство. После этого некоторое время верхнюю террасу парка использовали для областных промышленных и сельскохозяйственных выставок, со временем перестроечные павильоны заняли разные организации. В помещении Рацлавицкой панорамы были оборудованы спортзалы Львовской политехники. В бывшем Дворце искусств разместилась кафедра физического воспитания Львовской политехники и бассейн. В одном из бывших павильонов находится Львовская торгово-промышленная палата. Во времена СССР довольно популярным был ресторан «Лебедь», который получил своё название от фонтанов начала 1950-х со скульптурным изображением лебедей. Несколько небольших павильонов были отданы под скульптурные мастерские. На месте одного из старых польских павильонов в 1960 году был построен первый во Львове широкоформатный кинотеатр «Львов». В декоративной псевдоготической башне 1894 года в 1976 году был оборудован бар «Вежа», который был одним из наиболее популярных в городе. В Стрыйском парке работала парашютная вышка, демонтированная в начале 1970-х годов. В эти же годы был демонтирован железнодорожный путь от Персенковки. В 2004 году в верхней части парка, неподалёку от кинотеатра «Львов» был установлен памятник украинскому футболу, поскольку в предвоенное время рядом располагался стадион украинского спортивного общества «Сокол-Отец». В конце 1990-х годов в парке построили главный корпус Украинской академии дизайна и здание «Укрсиббанка».
С 2009 года отреконструировали памятник Яну Клинскому, а также идет реконструкция парка, в частности, восстанавливается наружное освещение, прокладываются новые дорожки. В том-же году отреконструировали Фонтан «Ивасик-Телесик», который воспроизводит сказочную атмосферу известной одноимённой сказки, в 2013 году был подсвечен и озвучен..

## Современное состояние
Занимает площадь 56 га, находится в местности Софиевка Галицкого района, между улицами Ивана Франко, Стрыйской, Уласа Самчука и Козельницкой. Состоит из трёх частей:
- зона нижних партеров — по дну балки,
- лесопарковая зона — на склонах балки,
- верхняя терраса.

Основу планировки представляет глубокая долина, по которой протекал ручей Сорока; теперь здесь пешеходная дорожка, связывающая верхнюю террасу с нижней частью парка. В парке растет свыше 200 видов деревьев и растений, есть оранжерея, альпинарий, платановая, липовая, ольховая и каштановая аллеи. Здесь произрастают красный дуб, тюльпановое дерево, магнолия, веймутова сосна, японская сирень, маньчжурская аралия, гинкго двухлопастное, тис ягодный, клён японский, тсуга канадская, бук лесной пурпурнолистный, катальпа, бархат амурский и т. д..

Станция «Парковая» Львовской детской железной дороги
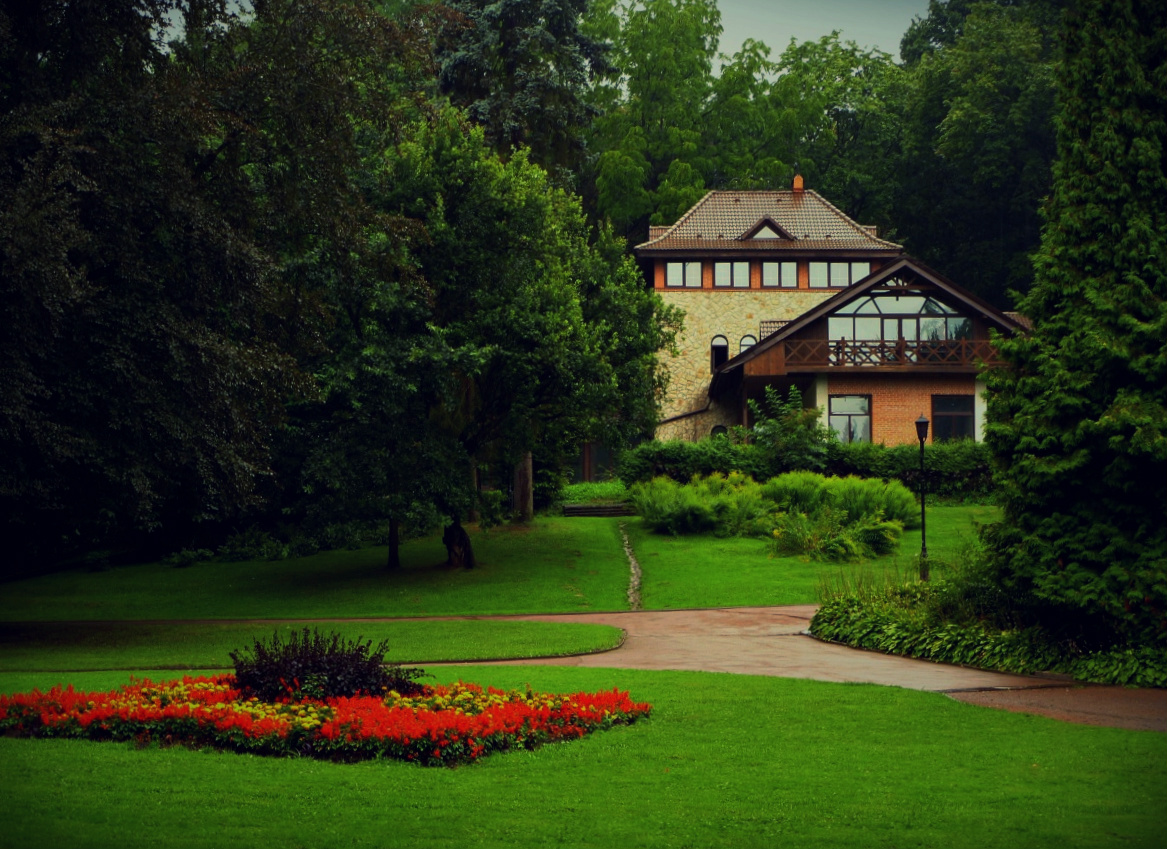
Нижняя часть парка
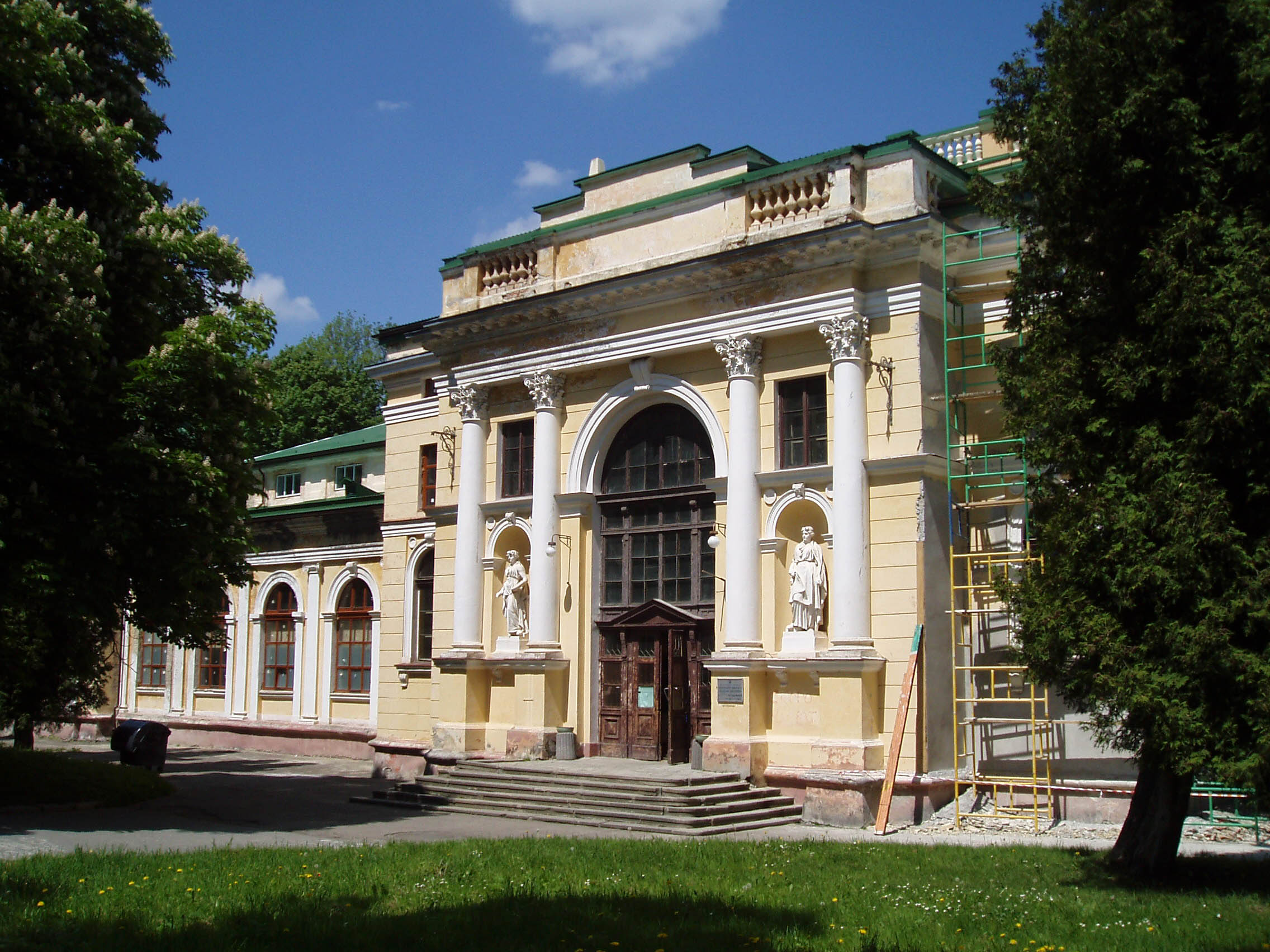
Дворец искусств
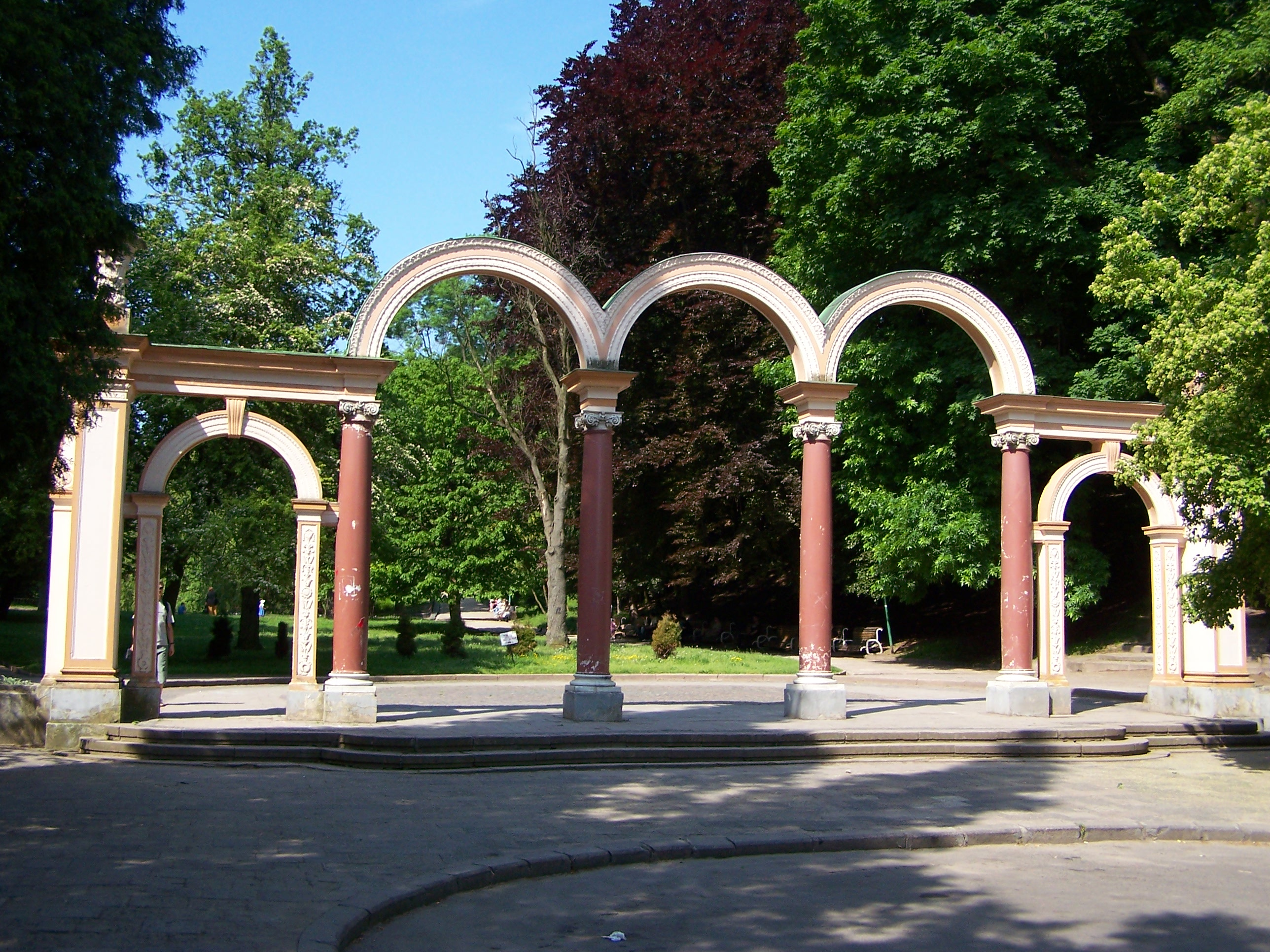
Вход в Стрыйский парк, работа архитектора Г. Швецко-Винецкого, 1952
Кинотеатр «Львов» и памятник украинскому футболу